# Rechtsrisiko
Das Rechtsrisiko (englisch legal risk) besteht in der Gefahr, die einem Rechtssubjekt beim Abschluss eines Vertrages ein Schaden oder wirtschaftlicher Verlust durch fehlerhafte Anwendung von Gesetzen entsteht. Können etwa durch Nichtbeachtung, Falschanwendung oder Übertretung von Gesetzen eigene Rechte nicht durchgesetzt oder eigene Verpflichtungen nicht eingehalten werden, ist das Rechtsrisiko eingetreten. Das Rechtsrisiko kann sich auch durch sonstiges Handeln oder durch pflichtwidriges Unterlassen realisieren. 

## Allgemeines
Grundsätzlich trifft das Rechtsrisiko alle Rechtssubjekte, so natürliche Personen, Unternehmen oder Behörden. Unterschieden wird es vom allgemeinen Lebensrisiko, bei welchem jemand zwar haftungsverursachend handelt, dafür jedoch nicht einstehen muss, weil eine Schadenshaftung verneint wird. Der Mensch ist im gesellschaftlichen Zusammenwirken, durch Umwelt- und Natureinflüsse einer Vielzahl von Risiken ausgesetzt, welchen er sich selbst bei größten eigenen und fremden Anstrengungen nicht vollständig entziehen kann. Einige Risiken sind Rechtsrisiken, die den Risikoträger potentiell gefährden. Ein Risikoträger unterliegt Rechtsrisiken, wenn sein Vertrauen auf eine bestimmte Rechtslage enttäuscht wird.
Von Rechtsrisiken betroffene Bereiche sind in der Industrie etwa die Produkthaftung oder von ihr ausgehende Umweltrisiken. Rechtsrisiken können durch fehlerhafte oder unpräzise Vertragsformulierungen, anfechtbare oder nichtige Vertragsgestaltung oder fehlenden bzw. fehlerhaften Haftungsausschluss entstehen. Sie verwirklichen sich erst, wenn ein Rechtsstreit zwischen den betroffenen Parteien entstanden ist. Der Gesetzgeber hat zwei Branchen identifiziert, bei denen er für die Behandlung von Rechtsrisiken Besonderheiten vorgeschrieben hat.

## Banken und Versicherungen
Insbesondere Banken und Versicherungen sind hohen finanziellen Risiken ausgesetzt, die ganz überwiegend zu den bank- oder versicherungstypischen Betriebsrisiken gehören und aufsichtsrechtlich umfassend überwacht werden. Darüber hinaus gibt es noch die Gruppe der Rechtsrisiken, bei denen sich der Gesetzgeber veranlasst sah, besondere Regelungen zu treffen. Das lag insbesondere daran, dass Banken und Versicherungen einen nicht unbedeutenden Teil ihrer Geschäftstätigkeit mit rechtlich relevanten Dokumentationen verbringen und ihre Geschäftstätigkeit oft sehr stark reglementiert ist.
Im Hinblick auf Rechtsrisiken sah Basel II für das Bankwesen einengend vor, dass lediglich die „potenzielle Verpflichtung zu Bußgeldern, Geldstrafen oder Straf(zahlung)en Bestandteil werden sollte, resultierend aus aufsichtlichen Maßnahmen oder privatrechtlichen Vereinbarungen“. Nach § 25a Abs. 1 KWG müssen Kreditinstitute über eine ordnungsgemäße Geschäftsorganisation verfügen, „die die Einhaltung der vom Institut zu beachtenden gesetzlichen Bestimmungen und der betriebswirtschaftlichen Notwendigkeiten gewährleistet.“ Eine nahezu identische Vorschrift ist für Versicherungen in § 23 Abs. 1 VAG enthalten. Normzweck beider Vorschriften ist das gesetzeskonforme Verhalten in diesen Sektoren.
Rechtsrisiken sind im Bankwesen seit Januar 2014 Bestandteil der operationellen Risiken und gehören damit nicht zu den bankbetrieblichen Risiken. Die Legaldefinition des operationellen Risikos in Art. 4 Abs. 1 Nr. 52 Kapitaladäquanzverordnung (englische Abkürzung CRR) bezieht die Rechtsrisiken ausdrücklich ein.

### Anforderungen an Verträge
Im Bankwesen kann verallgemeinernd geschlossen werden, dass die detaillierten Vorschriften der dem Bankenaufsichtsrecht zuzuordnenden Kapitaladäquanzverordnung (CRR) bei anerkennungsfähigen Kreditsicherheiten, hohe Anforderungen an die Rechtssicherheit stellen. Art. 194 Nr. 1 CRR verlangt für alle Kreditsicherheiten, dass Kreditinstitute die Rechtswirksamkeit und Durchsetzbarkeit in „allen relevanten Rechtsräumen“ überprüfen und zur kontinuierlichen Durchsetzbarkeit diese Prüfung bei Bedarf wiederholen. Das gilt für alle Sicherheitenarten, so Finanzsicherheiten (Art. 207 Nr. 3 CRR), Immobiliarsicherheiten (Art. 208 Nr. 2a CRR), Sicherungsabtretungen (Art. 209 Nr. 2c CRR), sonstige Sachsicherheiten (Art. 210 a CRR), Guthabenverpfändungen (Art. 212 Nr. 1b CRR), Garantien und Kreditderivate (Art. 213 Nr. 1d CRR). „Alle relevante Rechtsräume“ versteht das Bankenaufsichtsrecht dahingehend, dass die mit den Sicherheitenverträgen berührten Rechtsordnungen, eingetretenen Gesetzesänderungen oder Änderungen der Rechtsprechung zu berücksichtigen sind. 
Rechtssicherheit kann deshalb formal als Abwesenheit von Rechtsrisiken verstanden werden. Rechtsgutachten (englisch legal opinions) sorgen bei Vertragserstellung dafür, dass Rechtsrisiken ausgeschlossen werden und bestätigen, dass die Verträge zum Zeitpunkt der Überprüfung rechtmäßig (englisch legal), gültig (englisch valid), rechtsverbindlich (englisch binding) und durchsetzbar (englisch enforceable) sind.

### Ausschluss des Rechtsrisikos
Nicht bei jedem Tun oder Unterlassen wird den Handelnden bewusst, dass sie von einem latenten Rechtsrisiko bedroht sind. Das ist solange hinnehmbar, wie es sich nicht verwirklicht. Realisiert es sich, müssen Maßnahmen zur Risikominderung oder zum Risikoausschluss ergriffen werden. Personen genießen Rechtsschutz gegen Akte der öffentlichen Gewalt (Art. 19 Abs. 4 GG) und haben Anspruch auf rechtliches Gehör (Art. 103 Abs. 1 GG). Sie können ihre rechtlichen Interessen durch Juristen (Rechtsanwälte, Steuerberater, Notare usw.) vertreten lassen. Notare müssen innerhalb der Beurkundung auf Rechtsrisiken hinweisen und diese ausschließen. Vorsorglich können Personen durch den Abschluss von Rechtsschutzversicherungen weitreichend erreichen, dass ihre Rechts- und Prozessrisiken gedeckt werden. Unternehmen besitzen meist Rechtsabteilungen oder können den zuständigen Unternehmensverband einschalten, um Rechtsrisiken auszuschalten. Präventiv gilt, dass Verträge und sonstige Urkunden so zu verfassen sind, dass sie jederzeit in jeder Rechtsordnung rechtswirksam und durchsetzbar sind.

## Andere Fachgebiete
Gegenüber dem Binnenhandel treten beim Außenhandel vor allem das Transportrisiko, Kreditrisiko, Kursrisiko, Rechtsrisiko, politisches Risiko und Zahlungsrisiko hervor. Ein Rechtsrisiko besteht hier bei Verträgen mit Auslandsbezug (Exporte, Importe, Cross-Border-Leasing, Direktinvestitionen, Reimporte). Diese spezifischen Risiken der Außenhandelsfinanzierung können durch Kreditversicherung oder Exportkreditversicherung minimiert oder ausgeschaltet werden. Auch die Vertragsgestaltung der Lieferungs- und Zahlungsbedingungen (etwa Export gegen Vorauszahlung, Import auf Rechnung) können zur Risikominderung beitragen.